# Liste des gouverneurs de l'Alabama
Le gouverneur de l'Alabama (en anglais : Governor of Alabama) est le chef de l'exécutif du gouvernement de l'Alabama et commandant en chef des forces militaires de l'État. Il est élu par les citoyens de l'État pour un mandat de quatre ans.
Kay Ivey, membre du Parti républicain, est gouverneur de l'Alabama depuis le 10 avril 2017. Deuxième femme à occuper la fonction, elle succède au démissionnaire Robert J. Bentley.

## Histoire
Le titre est d'abord décerné au « gouverneur du territoire » (à partir du 3 mars 1817), puis « à celui de l'État » (à partir du 14 décembre 1819).
Le gouvernorat le plus long est celui de George Wallace, qui sert pendant 16 ans en quatre mandats, dont deux consécutifs. Lurleen Wallace, épouse de George Wallace, est la première femme à occuper la fonction de gouverneur de l'Alabama, ainsi que la troisième à occuper un poste de gouverneur aux États-Unis.

## Conditions d'éligibilité
Le gouverneur doit avoir au minimum 30 ans, être citoyen américain depuis au moins dix ans le jour de son élection, ainsi qu'un résident de l'État depuis au moins sept ans. Il ne peut simultanément remplir d'autre mandat au niveau de l'État ou au niveau fédéral.

## Pouvoirs
Le gouverneur est chargé d'appliquer des lois d'État. Il a le pouvoir d'approuver ou d'opposer son veto aux projets de loi adoptés par la législature de l'Alabama, de convoquer la celle-ci. Le gouverneur est également le commandant en chef des forces militaires de l'État. La première Constitution de l'Alabama, ratifiée en 1819, prévoyait un mandat deux ans, renouvelable deux fois. La révision de 1901 a augmenté le mandat à quatre ans, mais non renouvelable. La révision adopté en 1968 a permis aux gouverneurs de se succéder une fois ; un gouverneur au terme de deux mandats consécutifs peut concourir à nouveau après avoir attendu le terme suivant.

## Liste
| Nom                          | Parti | Parti                 | Mandat                                |
| ---------------------------- | ----- | --------------------- | ------------------------------------- |
| William Wyatt Bibb           |       | Républicain-démocrate | 14 décembre 1817 – 10 juillet 1820    |
| Thomas Bibb                  |       | Républicain-démocrate | 10 juillet 1820 – 9 novembre 1821     |
| Israel Pickens               |       | Républicain-démocrate | 9 novembre 1821 – 25 novembre 1825    |
| John Murphy                  |       | Démocrate             | 25 novembre 1825 – 25 novembre 1829   |
| Gabriel Moore                |       | Démocrate             | 25 novembre 1829 – 3 mars 1831        |
| Samuel B. Moore              |       | Démocrate             | 3 mars 1831 – 26 novembre 1831        |
| John Gayle                   |       | Démocrate             | 26 novembre 1831 – 21 novembre 1835   |
| Clement Comer Clay           |       | Démocrate             | 21 novembre 1835 – 16 juillet 1837    |
| Hugh McVay                   |       | Démocrate             | 17 juillet 1837 – 30 novembre 1837    |
| Arthur P. Bagby              |       | Démocrate             | 30 novembre 1837 – 22 novembre 1841   |
| Benjamin Fitzpatrick         |       | Démocrate             | 22 novembre 1841 – 10 décembre 1845   |
| Joshua L. Martin             |       | Indépendant           | 10 décembre 1845 – 6 décembre 1847    |
| Reuben Chapman               |       | Démocrate             | 6 décembre 1847 – 17 décembre 1849    |
| Henry W. Collier             |       | Démocrate             | 17 décembre 1849 – 20 décembre 1853   |
| John A. Winston              |       | Démocrate             | 20 décembre 1853 – 1er décembre 1857  |
| Andrew B. Moore              |       | Démocrate             | 1er décembre 1857 – 2 décembre 1861   |
| John Gill Shorter            |       | Démocrate             | 2 décembre 1861 – 1er décembre 1863   |
| Thomas H. Watts              |       | Démocrate             | 1er décembre 1863 – 3 mai 1865        |
| Lewis E. Parsons (intérim)   |       | Indépendant           | 21 juin 1865 – 13 décembre 1865       |
| Robert M. Patton             |       | Whig                  | 13 décembre 1865 – 14 juillet 1868    |
| Wager Swayne                 |       | Gouverneur militaire  | 2 mars 1867 – 11 janvier 1868         |
| William H. Smith             |       | Républicain           | 14 juillet 1868 – 26 novembre 1870    |
| Robert B. Lindsay            |       | Démocrate             | 26 novembre 1870 – 17 novembre 1872   |
| David P. Lewis               |       | Républicain           | 17 novembre 1872 – 24 novembre 1874   |
| George S. Houston            |       | Démocrate             | 24 novembre 1874 – 28 novembre 1878   |
| Rufus W. Cobb                |       | Démocrate             | 28 novembre 1878 – 1er décembre 1882  |
| Edward A. O'Neal             |       | Démocrate             | 1er décembre 1882 – 1er décembre 1886 |
| Thomas Seay                  |       | Démocrate             | 1er décembre 1886 – 1er décembre 1890 |
| Thomas G. Jones              |       | Démocrate             | 1er décembre 1890 – 1er décembre 1894 |
| William C. Oates             |       | Démocrate             | 1er décembre 1894 – 1er décembre 1896 |
| Joseph F. Johnston           |       | Démocrate             | 1er décembre 1896 – 1er décembre 1900 |
| William J. Samford           |       | Démocrate             | 1er décembre 1900 – 11 juin 1901      |
| William D. Jelks             |       | Démocrate             | 11 juin 1901 – 14 janvier 1907        |
| Russell Cunningham (intérim) |       | Démocrate             | 25 avril 1904 – 5 mars 1905           |
| Braxton Bragg Comer          |       | Démocrate             | 14 janvier 1907 – 17 janvier 1911     |
| Emmet O'Neal                 |       | Démocrate             | 17 janvier 1911 – 18 janvier 1915     |
| Charles Henderson            |       | Démocrate             | 18 janvier 1915 – 20 janvier 1919     |
| Thomas Kilby                 |       | Démocrate             | 20 janvier 1919 – 15 janvier 1923     |
| William W. Brandon           |       | Démocrate             | 15 janvier 1923 – 17 janvier 1927     |
| Bibb Graves                  |       | Démocrate             | 17 janvier 1927 – 19 janvier 1931     |
| Benjamin M. Miller           |       | Démocrate             | 19 janvier 1931 – 14 janvier 1935     |
| Bibb Graves                  |       | Démocrate             | 14 janvier 1935 – 17 janvier 1939     |
| Frank Murray Dixon           |       | Démocrate             | 17 janvier 1939 – 19 janvier 1943     |
| Chauncey Sparks              |       | Démocrate             | 19 janvier 1943 – 20 janvier 1947     |
| James Folsom, Sr.            |       | Démocrate             | 20 janvier 1947 – 15 janvier 1951     |
| Gordon Persons               |       | Démocrate             | 15 janvier 1951 – 17 janvier 1955     |
| James Folsom, Sr.            |       | Démocrate             | 17 janvier 1955 – 19 janvier 1959     |
| John Malcolm Patterson       |       | Démocrate             | 19 janvier 1959 – 14 janvier 1963     |
| George Wallace               |       | Démocrate             | 14 janvier 1963 – 16 janvier 1967     |
| Lurleen Wallace              |       | Démocrate             | 16 janvier 1967 – 7 mai 1968          |
| Albert Brewer                |       | Démocrate             | 7 mai 1968 – 18 janvier 1971          |
| George Wallace               |       | Démocrate             | 18 janvier 1971 – 15 janvier 1979     |
| Jere Beasley (intérim)       |       | Démocrate             | 5 juin 1972 – 7 juillet 1972          |
| Forrest Hood James Jr.       |       | Démocrate             | 15 janvier 1979 – 17 janvier 1983     |
| George Wallace               |       | Démocrate             | 17 janvier 1983 – 19 janvier 1987     |
| Harold Guy Hunt              |       | Républicain           | 19 janvier 1987 – 22 avril 1993       |
| James Folsom, Jr.            |       | Démocrate             | 22 avril 1993 – 16 janvier 1995       |
| Forrest Hood James Jr.       |       | Républicain           | 16 janvier 1995 – 18 janvier 1999     |
| Don Siegelman                |       | Démocrate             | 18 janvier 1999 – 20 janvier 2003     |
| Bob Riley                    |       | Républicain           | 20 janvier 2003 – 17 janvier 2011     |
| Robert J. Bentley            |       | Républicain           | 17 janvier 2011 – 10 avril 2017       |
| Kay Ivey                     |       | Républicain           | Depuis le 10 avril 2017               |